# Vincent Perdonnet
Vincent Perdonnet (* 23. November 1768 in Vevey; † 4. Mai 1850 in Lausanne, heimatberechtigt in Vevey) war ein Schweizer Politiker.
Perdonnet absolvierte eine Banklehre bei Bontemps & Mallet in Genf und arbeitete ab 1792 als Makler in Paris. Während der Schreckensherrschaft kam er ins Gefängnis und gründete später in Marseille ein Handelshaus und wurde im Jahr 1799 für Napoleon Bonaparte Konsul und Kommissar für Handelsbeziehungen der Helvetischen Republik. Zusammen mit Frédéric-César de La Harpe spielte er eine wichtige Rolle bei der Auslösung der Waadtländer Revolution. Er sass von 1798 bis 1799 in der Verwaltungskammer des Kantons Léman. Im Jahr 1828 kehrte er in die Schweiz zurück und war von 1829 bis 1831 liberaler Grossrat des Wahlkreises Vevey im zuvor neu entstandenen Kanton Waadt. Er engagierte sich für den industriellen Aufschwung des Kantons und die Umsetzung neuer Verfassungsreformen. Im Jahr 1817 erwarb er das Herrenhaus Mon-Repos im Stadtteil Centre in Lausanne.